# Crònica de la ciutat de pedra
Crònica de la ciutat de pedra és una novel·la d'Ismail Kadare publicada el 1971 i traduïda al català. Narra les vivències d'un nen a una ciutat d'Albània a la Segona Guerra Mundial des del seu punt de vista. De rererons autobiogràfic, els crítics han assenyalat que la ciutat de pedra, que es presenta sovint sota el recurs de la personificació amb nombroses descripcions, és la vila de Gjirokastër, on va néixer l'autor.
La imaginació de l'infant, les dones que l'envolten i el cuiden i el que s'entén de les converses dels grans emmarquen l'acció dels combatents, que es materialitza en un govern absurd, escenes de violència i sensació que una època s'acaba, transmesa per les velles veïnes. La modernitat, plasmada en els avions de combat, les ulleres o les idees del comunisme, és vista com una amenaça per a l'ordre secular de la pedra i la tradició, que acull els habitants de la ciutat.